# Michael Dal Colle
Michael Dal Colle, född 20 juni 1996 i Richmond Hill i Ontario, är en kanadensisk professionell ishockeyforward som är kontrakterad till New York Islanders i National Hockey League (NHL) och spelar för deras primära samarbetspartner Bridgeport Sound Tigers i American Hockey League (AHL). Han har tidigare spelat på lägre nivå för Oshawa Generals och Kingston Frontenacs i Ontario Hockey League (OHL).
Dal Colle draftades i första rundan i 2014 års draft av New York Islanders som femte spelare totalt.

## Statistik
| 2011–2012  | Vaughan Kings           | GTHL       | 42  | 44  | 34  | 78  | —  | —  | —  | —  | —  | —  |
|            | St. Michael's Buzzers   | OJHL       | 4   | 0   | 0   | 0   | 4  | 1  | 0  | 0  | 0  | 0  |
| 2012–2013  | Oshawa Generals         | OHL        | 63  | 15  | 33  | 48  | 18 | 9  | 2  | 3  | 5  | 6  |
| 2013–2014  | Oshawa Generals         | OHL        | 67  | 39  | 56  | 95  | 34 | 12 | 8  | 12 | 20 | 0  |
| 2014–2015  | Oshawa Generals         | OHL        | 56  | 42  | 51  | 93  | 18 | 21 | 8  | 23 | 31 | 2  |
| 2015–2016  | Oshawa Generals         | OHL        | 30  | 8   | 17  | 25  | 10 | —  | —  | —  | —  | —  |
|            | Kingston Frontenacs     | OHL        | 30  | 27  | 28  | 55  | 16 | 9  | 6  | 12 | 18 | 2  |
|            | Bridgeport Sound Tigers | AHL        | 3   | 0   | 0   | 0   | 0  | 3  | 0  | 1  | 1  | 0  |
| 2016–2017  | Bridgeport Sound Tigers | AHL        | 75  | 15  | 26  | 41  | 37 | —  | —  | —  | —  | —  |
| 2017–2018  | New York Islanders      | NHL        | 1   | 0   | 0   | 0   | 0  | —  | —  | —  | —  | —  |
|            | Bridgeport Sound Tigers | AHL        | 34  | 5   | 13  | 18  | 20 | —  | —  | —  | —  | —  |
| NHL totalt | NHL totalt              | NHL totalt | 1   | 0   | 0   | 0   | 0  | —  | —  | —  | —  | —  |
| AHL totalt | AHL totalt              | AHL totalt | 112 | 20  | 39  | 59  | 57 | 3  | 0  | 1  | 1  | 0  |
| OHL totalt | OHL totalt              | OHL totalt | 246 | 131 | 185 | 316 | 96 | 51 | 24 | 50 | 74 | 10 |

### Internationellt
| Källa: Uppdaterad: 2018-01-15 | Källa: Uppdaterad: 2018-01-15 | Källa: Uppdaterad: 2018-01-15 |         | Utv = Utvisningsminuter | Utv = Utvisningsminuter | Utv = Utvisningsminuter | Utv = Utvisningsminuter | Utv = Utvisningsminuter |
| År                            | Lag                           | Mästerskap                    | Matcher | Mål                     | Assists                 | Poäng                   | Utv                     |                         |
| ----------------------------- | ----------------------------- | ----------------------------- | ------- | ----------------------- | ----------------------- | ----------------------- | ----------------------- | ----------------------- |
| 2013                          | Kanada                        | Ivan Hlinkas minnesturnering  | 5       | 2                       | 2                       | 4                       | 4                       |                         |
| Junior totalt                 | Junior totalt                 | Junior totalt                 | 5       | 2                       | 2                       | 4                       | 4                       |                         |